# Ignaz Michael Welleminsky
Ignaz Michael Welleminsky (původně Weleminsky, 7. prosince 1882 Praha – 17. července 1942 Poland, stát Maine, USA) byl rakouský textař, autor libret singspielů, oper a operet židovského původu z Prahy. 
Kvůli jeho židovskému původu jej ve 30. letech 20. století nakladatel nesměl jmenovat jako spoluautora libreta k opeře Aladin. 
Později emigroval do USA.

## Tvorba
(Zpracováno na základě katalogů hudební sbírky Rakouské národní knihovny a Vídeňské knihovny, stav v dubnu 2009)

### Jevištní díla
- 1913: Glockenspiel (Carillon). Komická jednoaktová opera. Text společně s Brunem Hardt-Wardenem, autor hudby: Jan Brandts-Buys.
- 1914: La Valliére. Opera v pěti obrazech. Text společně s Brunem Hardt-Wardenem, autor hudby Max von Oberleithner. Premiéra: 26. ledna 1918, Volksoper Wien.
- 1916: Der eiserne Heiland. Opera ve třech dějstvích. Text společně s Brunem Hardt-Wardenem, autor hudby: Max von Oberleithner. Světová premiéra: 20. ledna 1917, Volksoper Vídeň.
- 1916: Die Schneider von Schönau. Komická opera ve třech dějstvích. Text společně s Brunem Hardt-Wardenem, autor hudby: Jan Brandts-Buys. Premiéra: 20. února 1917, Hof-Operntheater.
- 1917: Lenz und Liebe (Original: Tavasz és szerelem). Singspiel in einem Vorspiel und zwei Akten. Text společně s Brunem Hardt-Wardenem. Hudba na melodie Franze Schuberta od Heinrich Berté.
- 1918: Der Eroberer. Opera ve třech dějstvích. Text společně s Brunem Hardt-Wardenem, autor hudby: Jan Brandts-Buys.
- 1918: Li-I-Lan. Eine chinesische Liebeslegende in fünf Bildern. Text společně s Brunem Hardt-Wardenem, autor hudby: Wolfgang von Bartels.
- 1919: Cäcilie. Opera ve třech dějstvích. Text společně s Brunem Hardt-Wardenem, autor hudby: Max von Oberleithner. Premiéra: 1919, Hamburk.
- 1919: Micarême (Karnevals Ende). Jednoaktová opera. Text společně s Brunem Hardt-Wardenem, autor hudby: Jan Brandts-Buys.
- 1920: Das Heidentor. Jednoaktová opera. Text společně s Brunem Hardt-Wardenem, autor hudby: Max von Oberleithner. Premiéra: 1920, Vídeň.
- 1920: Apachen. Opereta ve třech dějstvích. Text společně s autorem hudby Ralphem Benatzkým. Premiéra: 20. prosince 1920, Apollotheater Vídeň.
- 1920: La Tarantelle de la Mort (Todestarantella). Mimodrama v sedmi obrazech. Text společně s Brunem Hardt-Wardenem, autor hudby: Julius Bittner.
- 1922: Der Mann im Mond. Ein wunderlich Spiel für Musik in drei Akten, autor hudby: Jan Brandts-Buys.
- 1922: Fredigundis. Opera ve třech výstupech podle Felixe Dahna. Text společně s Brunem Hardt-Wardenem, autor hudby: Franz Schmidt. Premiéra: 8. März 1924, Vídeňská státní opera.
- 1924: Wenn der Holunder blüht. Opereta ve třech dějstvích. Text společně s autorem hudby Paulem Kneplerem. Premiéra: 1. července 1924, Metropoltheater, Vídeň.
- 1927: Die Glocken von Paris. Opereta ve třech dějstvích. Text společně s Paulem Kneplerem, autor hudby: Richard Fall. Premiéra: 14. října 1927, Carltheater Vídeň.
- 1929: Belsazar. Jednoaktová opera. Text společně s Paulem Kneplerem, autor hudby: Hans E. Peró.
- 1929: Lebenslichter. Opera o jednom výstupu. Text společně s Brunem Hardt-Wardenem, autor hudby: Hans E. Peró.
- 1930: Zwei Herzen im Dreivierteltakt (Der verlorene Walzer). Opereta ve třech dějstvích (8 obrazech). Podle stejnojmenného filmu Waltera Reische a Franze Schulze. Text společně s Paulem Kneplerem, autor hudby: Robert Stolz.
- 1931: Die Dubarry. Opereta v devíti obrazech. Text společně s Paulem Kneplerem. Hudba podle Carla Millöckera - Theo Mackeben. Premiéra: Berlín 14. srpna 1931
- 1933: Die lockende Flamme. Romantický singspiel v osmi obrazech. Text společně s Paulem Kneplerem, autor hudby: Eduard Künneke.
- 1934: Flammendes Land (Fanal). Opera ve třech dějstvích. Text společně s Oscarem Ritterem - volné zpracování rýnské pověsti „Der Schelm von Bergen“, autor hudby: Kurt Atterberg. Premiéra: 1934 Stockholm.
- 1941: Aladin. Opera ve třech dějstvích. Text podle pohádky z Tisíce a jedné noci společně s Brunem Hardt-Wardenem, autor hudby: Kurt Atterberg. Premiéra: 1941 Stockholm.
- Die silberne Flöte. Komická opera ve třech dějstvích. Text společně s Josefem Reitlerem, autor hudby: Max von Oberleithner.

### Nezhudebněná libreta
- Curl of the Dogaressa. Opera o třech jednáních. Text společně s Bruno Wardenem.
- Cherchez la femme. Komická opera v pěti obrazech. Text společně s Rudolfem Sieczyńskim.
- Vertrag mit Frankreich. Hudební komedie z období baroka v pěti obrazech. Text společně s Rudolfem Sieczyńskim.

### Hity a písně
- 1927: Das kann der Wille des Schöpfers nicht sein! Píseň. Text společně s Paulem Kneplerem. Hudba: Richard Fall.
- 1927: Holde Dorothee. Píseň. Text společně s Paulem Kneplerem. Hudba: Richard Fall.
- 1929: Geliebte! Píseň. Text společně s Paulem Kneplerem. Hudba: Richard Fall.